# Connezac
Connezac település Franciaországban, Dordogne megyében. Lakosainak száma 76 fő (2022. január 1.). Connezac Lussas-et-Nontronneau, Mareuil en Périgord, Hautefaye és Rudeau-Ladosse községekkel határos.

## Népesség
A település népességének változása:
| Lakosok száma | 111  | 91   | 56   | 82   | 78   | 78   | 74   | 71   | 70   | 76   |
|               | 1968 | 1982 | 1990 | 2006 | 2013 | 2015 | 2017 | 2019 | 2020 | 2022 |